# 제이크 더닝
'제이크 더닝(Jake Austin Dunning , 1988년 8월 12일 ~ )은 메이저 리그 샌프란시스코 자이언츠의 선수이다. 2009년 33라운드 987픽으로 샌프란시스코 자이언츠에 입단했다. 2012년 시즌에 첫 40인 로스터에 등록이 되었고, 2013년 6월 14일 메이저 리그에 승격되어 6월 16일 애틀란타 브레이브스와의 경기에 중간계투로 등판해 1이닝 1피안타 무실점으로 막고 성공적인 메이저 리그 첫 데뷔전을 치렀다. 한국명 '이다.

## 생애
한국계 어머니와 미국인 아버지 사이에서 2남 1녀 중 둘째로 태어난 한국계 2세다. 조지아주의 포트 스튜어트에서 태어나 자랐고 6살 무렵 야구를 시작하였다. 플로리다주 잭슨빌로 이사 후 10살 때부터 본격적으로 선수 생활을 했다. 대학시절까지는 유격수로 활약하다 샌프란시스코 자이언츠에 지명을 받은 후 투수로 전향을 하였다.
그의 남동생인 데인 더닝도 플로리다 대학교에서 야구선수로 활약중이다.

## 입단
2009년 메이저 리그 드래프트에서 33라운드 987픽으로 샌프란시스코 자이언츠에 지명되어 2009년 7월 8일 계약 후 입단했다.

## 스카우팅 리포트
- 직구

최고구속 : 93마일 / 평균구속 : 90.6마일
- 슬라이더

최고구속 : 84마일 / 평균구속 : 81.1마일
- 체인지업

최고구속 : 84마일 / 평균구속 : 82.3마일

## 연도별 성적
| 연 도     | 소 속     | 등 판 | 선 발 | 완 투 | 완 봉 | 무 4 구 | 승 리 | 패 전 | 세 이 브 | 홀 드 | 승 률 | 타 자 | 이 닝 | 피 안 타 | 피 홈 런 | 볼 넷 | 고 4 | 몸 맞 | 탈 삼 진 | 폭 투 | 보 크 | 실 점 | 자 책 점 | 평 자 책 | W H I P |
| --------- | --------- | ----- | ----- | ----- | ----- | ------- | ----- | ----- | -------- | ----- | ----- | ----- | ----- | -------- | -------- | ----- | ---- | ----- | -------- | ----- | ----- | ----- | -------- | -------- | ------- |
| 2013년    | SF        | 12    | 0     | 0     | 0     | 0       | 0     | 1     | 0        | 1     | 0     | 43    | 11.1  | 7        | 0        | 2     | 1    | 1     | 8        | 1     | 0     | 2     | 2        | 1.59     | 0.79    |
| 통산：1년 | 통산：1년 | 12    | 0     | 0     | 0     | 0       | 0     | 1     | 0        | 1     | 0     | 43    | 11.1  | 7        | 0        | 2     | 1    | 1     | 8        | 1     | 0     | 2     | 2        | 1.59     | 0.79    |

## 같이 보기
- 메이저 리그 베이스볼의 선수 목록